# 버디 모로

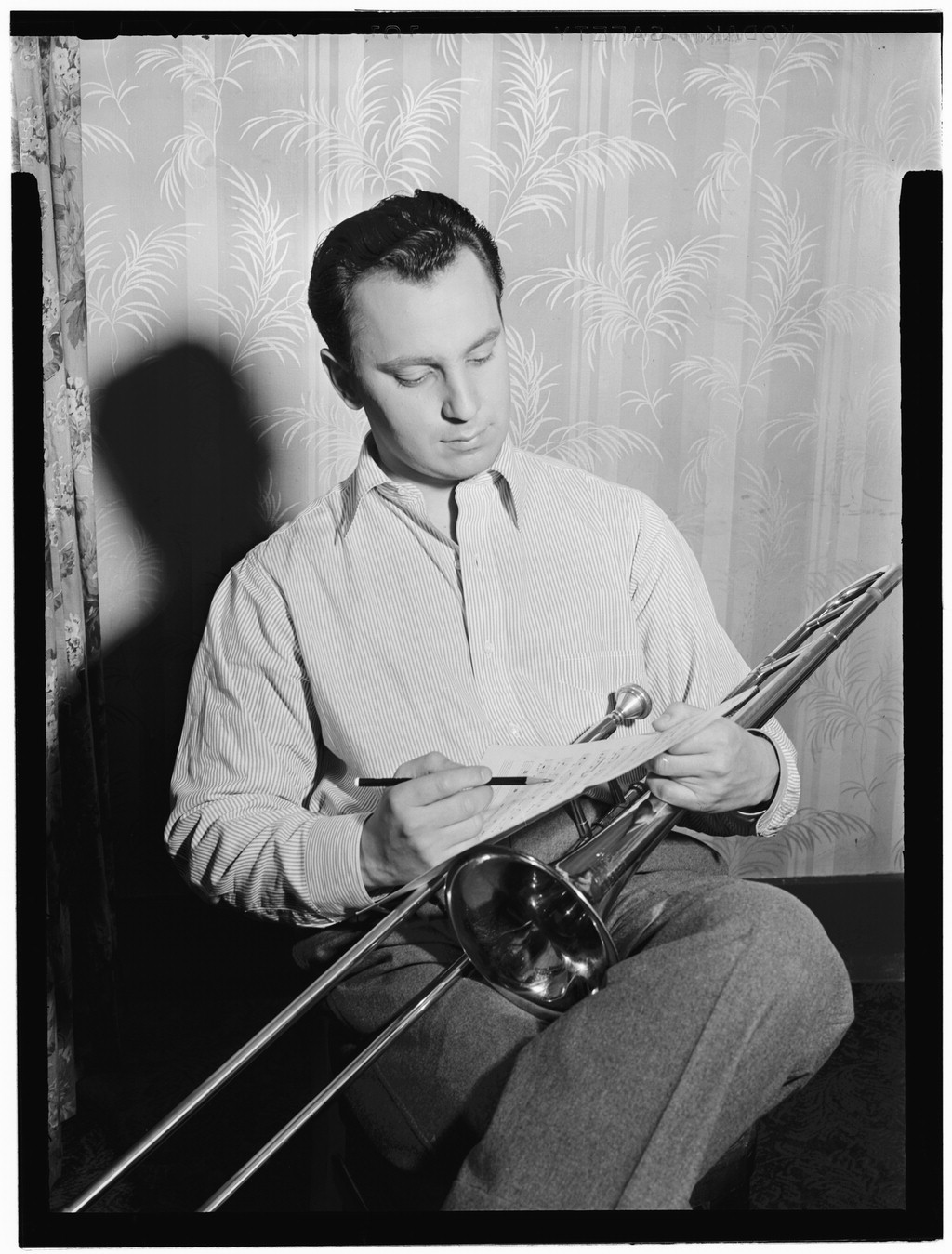

버디 모로(Buddy Morrow, 1919.2.8~2010.9.27)는 미국의 트롬본 연주자이다. 코네티컷주 뉴헤이번에서 태어났다. 1934년에 줄리아드 음악원에서 음악을 배워 그 해부터 폴 화이트먼, 아티 쇼, 토미 도시 등의 악단을 거친 뒤 1945년에 자신의 악단을 만들었다. 이후 1946년부터 방송과 레코딩에서 활약하였다. 1951년에 빅 밴드를 만들어 밀러 스타일로 발족시켰으며, 리듬 앤 블루스 풍의 연주도 하여 올라운드한 트롬본 연주자로 인기가 높았다.